# Шесть законов китайской живописи
Шесть законов китайской живописи (хуэйхуа люфа; кит. 绘画六法) — это шесть принципов, сформулированные в теоретическом сочинении китайского художника Се Хэ (459? — 532?).
Название трактата — «Гухуа пиньлу» (или «Гу хуапинь лу» / «Гухуапиньлу» — кит. трад. 《古畫品錄》, пиньинь «Gǔhuà Pǐnlù» / «Gǔ Huàpǐn Lù» / «Gǔhuàpǐnlù»), в переводе Е. В. Завадской — «Заметки о категориях старинной живописи». В императорской библиографии «Сун ши» (宋史 «Официальная история династии Сун» (960—1279), окончена ок. 1345 года) трактат записан под названием «Гуцзинь хуапинь» (кит. трад. 《古今畫品》, пиньинь «Gǔjīn huàpǐn» — «Категории живописи с древнейших времён до наших дней»).
Се Хэ написал своё сочинение для того, чтобы распределить по шести «художественным рангам», — «ладам», категориям-пинь (品) 27 известных живописцев, — согласно достоинствам их произведений. Этим категориям предпосланы шесть правил (люфа 六法), соблюдение которых, по Се Хэ, является условием создания образцового искусства.
Теоретические взгляды Се Хэ основаны на практике линеарной живописи, самым видным представителем которой был Гу Кайчжи (IV в.), работавший в то время, когда в живописи Китая «метафизика и мистика, искусство и магия образовывали единое целое». В своей творческой практике и теоретических работах (дошедших до нас в передаче более поздних авторов) Гу Кайчжи выдвигал в качестве ведущих принципов живописи «шэньци» (神氣) и «тяньцюй» (天趣) — «одухотворённость» и «естественность» (в интерпретации Е. В. Завадской). Развивая эти идеи, Се Хэ — отнесший самого Гу Кайчжи лишь в третьему рангу художников, — формулирует свой первый закон.
1. Первый принцип, указывает на необходимость передачи живой сущности изображаемого, его жизненного, не статичного начала — «Одухотворённый ритм живого движения».
2. Второй принцип (гуфа юнби) касается сути художественного процесса — пользования мастером кистью и тушью, умения движением руки передать суть, саму основу изображаемого.
3. Третий принцип провозглашает необходимость соответствия изображённых предметов реальным вещам.
4. Четвёртый говорит о необходимости правильного наложения цвета.
5. Пятый принцип обращает внимание на необходимость правильного композиционного построения свитка.
6. Шестой закон, говорит о важности традиции, канона в живописном творчестве. Именно благодаря ему многие древние картины дошли до нас в копиях.

Шесть законов живописи в сжатой форме выражают саму суть китайской эстетики и её основных категорий. После появления «шести законов» Се Хэ не было сочинений о китайской живописи, где бы не сказывалось их влияние, не использовалась их терминология.
Шесть законов были подготовлены всем развитием предшествующей теоретической мысли об искусстве и практикой самого искусства. Некоторые китайские исследователи склонны сопоставлять их с шестью линиями гексаграмм «И цзина». Известный индийский искусствовед Кумарасвами проводил параллели между люфа и шестью «неотъемлемыми свойствами» индийской живописи «Шаданга» (казавшиеся убедительными американскому ориенталисту и переводчику трактата Се Хэ У. Экеру (Acker, William Reynolds Beal, 1907—1974)).

## «Заметки о категориях старинной живописи». (Перевод Е. В. Завадской)
«Все картины должны быть классифицированы в соответствии с их достоинствами и недостатками. Не существует таких картин, которые не оказывали бы положительного или отрицательного влияния на зрителя. Картины прошлого оживают перед нами, когда мы разворачиваем свитки живописи. Хотя шесть законов существовали с давних времён, было немного людей, которые могли осуществить их все. С древности и до наших дней были мастера искусные в одном или в другом. Каковы же эти законы?
- 1. Одухотворённый ритм живого движения.

- 2. Структурный метод пользования кистью.

- 3. Соответствие изображения роду вещей.

- 4. Применения красок сообразно с объектом.

- 5. Соответствие расположению вещей.

- 6 .Следование древности, копирование.

В применении всех шести законов наиболее искусными были Лу Таньвэй и Вэй Се.
Произведения искусства бывают плохими и хорошими, независимо от того, древние они или современные. Я осторожно, в соответствии с художественными качествами произведений, расположил их в определённом порядке. Я не буду подробно останавливаться на происхождении этих произведений. Говорят, что они созданы духами, но я не согласен…».